# 梅松院 (埼玉県伊奈町)
梅松院（ばいしょういん）は、埼玉県北足立郡伊奈町にある真言宗智山派の寺院。

## 歴史
創建年代は不明である。ただ江戸時代後期の地誌『新編武蔵風土記稿』に記載されていることから、その頃には既に存在していたものと推測される。『風土記稿』によれば、本尊は十一面観音で、現在の桶川市にある明星院の末寺であると記されている。なお、現在の本尊は千手観音で、上尾市の龍山院の住職が兼務している。
当寺の寺号は「大同寺」であり、近くに「大同寺跡」と称する陸田があることから、かつては大同寺跡の辺りまで境内が広がっていた可能性がある。

## 交通アクセス
- 伊奈中央駅より徒歩16分。